# First Aid Kit
First Aid Kit é um duo sueco de folk, formado pelas cantoras e multi-instrumentistas Johanna Söderberg e Klara Söderberg. Ganharam projeção em 2008, por meio de um cover no YouTube até que, anos depois, mantiveram a notoriedade com repertório autoral. O disco mais recente das artistas, Ruins, foi lançado em 2018.

## Discografia
- 2010: The Big Black and the Blue
- 2012: The Lion's Roar
- 2014: Stay Gold
- 2018: Ruins